# Villa Capra
Villa Capra (conocida también como La Rotonda, Villa la Rotonda, Villa Almerico-Capra o Villa Capra-Valmarana) es un palacio campestre de planta central diseñado por Andrea Palladio y construido a partir del año 1566 en las afueras de la ciudad de Vicenza en Italia.
El nombre Capra deriva del apellido de dos hermanos que completaron el edificio cuando les fue cedido en 1591. La villa más famosa de Palladio y probablemente de todas las villas venecianas, la Rotonda es uno de los más celebrados edificios de la historia de la arquitectura en la época moderna.

## Inspiración
Cuando el sacerdote hb
y conde Paolo Almerico se retiró en 1565 de la Curia Romana después de haber sido vicario apostólico de los Papas Pío IV y Pío V y decidió volver a su ciudad natal Vicenza y construirse una residencia de campo, no habría podido imaginar que la casa que encargó al arquitecto Andrea Palladio se convertiría en uno de los prototipos arquitectónicos más estudiados e imitados durante los siguientes cinco siglos. Aunque Villa Capra haya servido de inspiración a miles de edificios, ella misma está sin duda inspirada en el Panteón de Roma. En el curso de su vida, Palladio proyectó más de veinte villas en la región veneciana. Esta residencia, más tarde conocida como "La Rotonda", pasaría a ser uno de los más célebres legados al mundo de la arquitectura:

## Proyecto

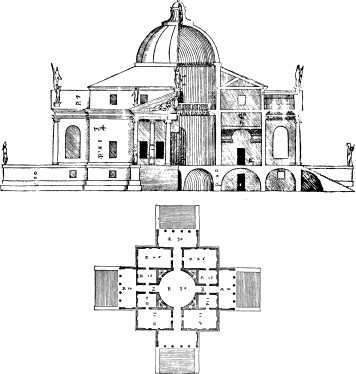
Corte y planta de la Villa Capra,
tal como aparecen
en I Quattro Libri dell'Architettura,
publicado por Palladio en 1570.

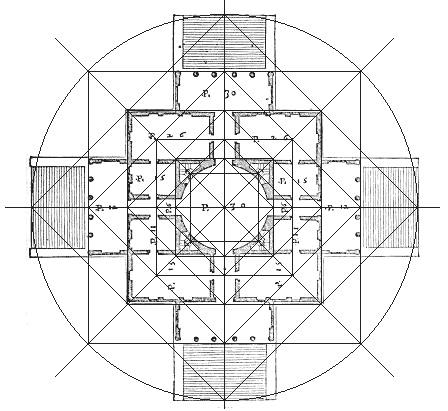
Planta proyectando las proporciones geométricas.

El sitio escogido fue la cima redondeada de una pequeña colina apenas fuera de los muros de Vicenza. En aquella época, la fascinación por los valores arcaicos comenzaba a incitar a muchos nobles pudientes a mezclarse con la alegría de la vida simple.
Siendo célibe, el prelado Almerico no tenía necesidad de un gran palazzo, pero deseaba una villa sofisticada, que fue exactamente lo que Palladio ideó para él; una residencia suburbana con imagen social, pero también un refugio tranquilo de meditación y estudio. Aislada sobre la cima de la colina, esta especie de peculiar villa-templo originalmente carecía de anexos agrícolas. Su autor la incluyó significativamente dentro del elenco de palazzi, no de villas, en su tratado "Los cuatro libros de la arquitectura" , publicado en 1570. 
La construcción, iniciada en 1566, consiste de un edificio cuadrado, completamente  simétrico e inscripto en un círculo perfecto (ver planta). Sin embargo, describir la villa como "Rotonda" (redonda) es técnicamente incorrecto, ya que la planta del edificio no es circular, sino que puede ser definida como la superposición de un cuadrado y una cruz. Cada una de las cuatro fachadas presenta un volumen avanzado con una galería (loggia) a la que se accede mediante amplias escalinatas externas. 
Cada galería está enfatizada por su pronao con un frontón decorado con esculturas que representan divinidades griegas clásicas. Cada logia está flanqueada por una ventana simple. Cada uno de los cuatro ingresos principales, luego de atravesar un corto pasillo o corredor, conduce a la sala central, cubierta por una cúpula. Esta habitación de planta circular es el centro neurálgico de la composición, a la que Palladio imprime fuerza centrífuga y vinculación con el exterior mediante los cuatro pronaos jónicos y las cuatro escalinatas. La villa resulta así en una arquitectura abierta, relacionada con la ciudad y el campo circundante.  
El proyecto refleja los ideales humanísticos de la arquitectura del Renacimiento. Para lograr en cada habitación una exposición similar al sol, la planta fue rotada 45 grados respecto de los puntos cardinales. Todas las habitaciones principales se ubican en el piano nobile. 
Con el uso de la cúpula, aplicada por primera vez a un edificio residencial, Palladio enfrenta el tema de la planta central, reservada hasta aquel momento a la arquitectura religiosa. Aunque han existido otros ejemplos de esta combinación, la Rotonda permanece como ejemplo único de la arquitectura de todos los tiempos, un modelo ideal reconocido.

## Finalización y modificaciones
Ni Palladio ni el propietario Paolo Almerico llegaron a ver la terminación el edificio, aunque ya fuese habitable en 1569. Palladio murió en 1580, y otro importante arquitecto vicenzino y alumno del artista, Vincenzo Scamozzi, fue contratado por Almerico para supervisar las tareas de finalización, efectuadas en 1585, limitadas al cuerpo principal, con la construcción de la cúpula, rematada con la linterna.
Palladio pensaba cubrir la sala central con una cúpula semiesférica, pero Scamozzi proyectó una cúpula más baja, con un óculo (que debía ser a cielo abierto) inspirándose en el Panteón romano y aportó otras modificaciones menores al proyecto, como la altura de la escalinata, que permitía un acceso directo del exterior a los locales de servicio sobre el nivel del terreno. La escalinata fue modificada en el siglo XVIII por Ottavio Bertotti Scamozzi, que le devolvió la forma original y el ático fue subdividido en locales por Francesco Muttoni, quien modificó los entrepisos (1725 - 1740)  
A la muerte del propietario, Almerico, la villa fue heredada por su hijo natural, Virginio Bartolomeo, que a causa de una desastrosa gestión económica se vio obligado a venderla dos años después, en 1591, a los hermanos Odorico y Mario Capra. Los Capra fueron los que terminaron la obra de mampostería en 1620, incluyendo los frescos decorativos del interior. 
Los Scamozzi agregaron los anexos rústicos externos (la barchessa), separados del cuerpo principal, con destino al desarrollo de las tareas rurales, no previstos en el proyecto original. 
El complejo incluye además la capilla familiar, construida por Girolamo Albanese, por voluntad del conde Marcio Capra, entre 1645 y 1663.

### Interior y decoración

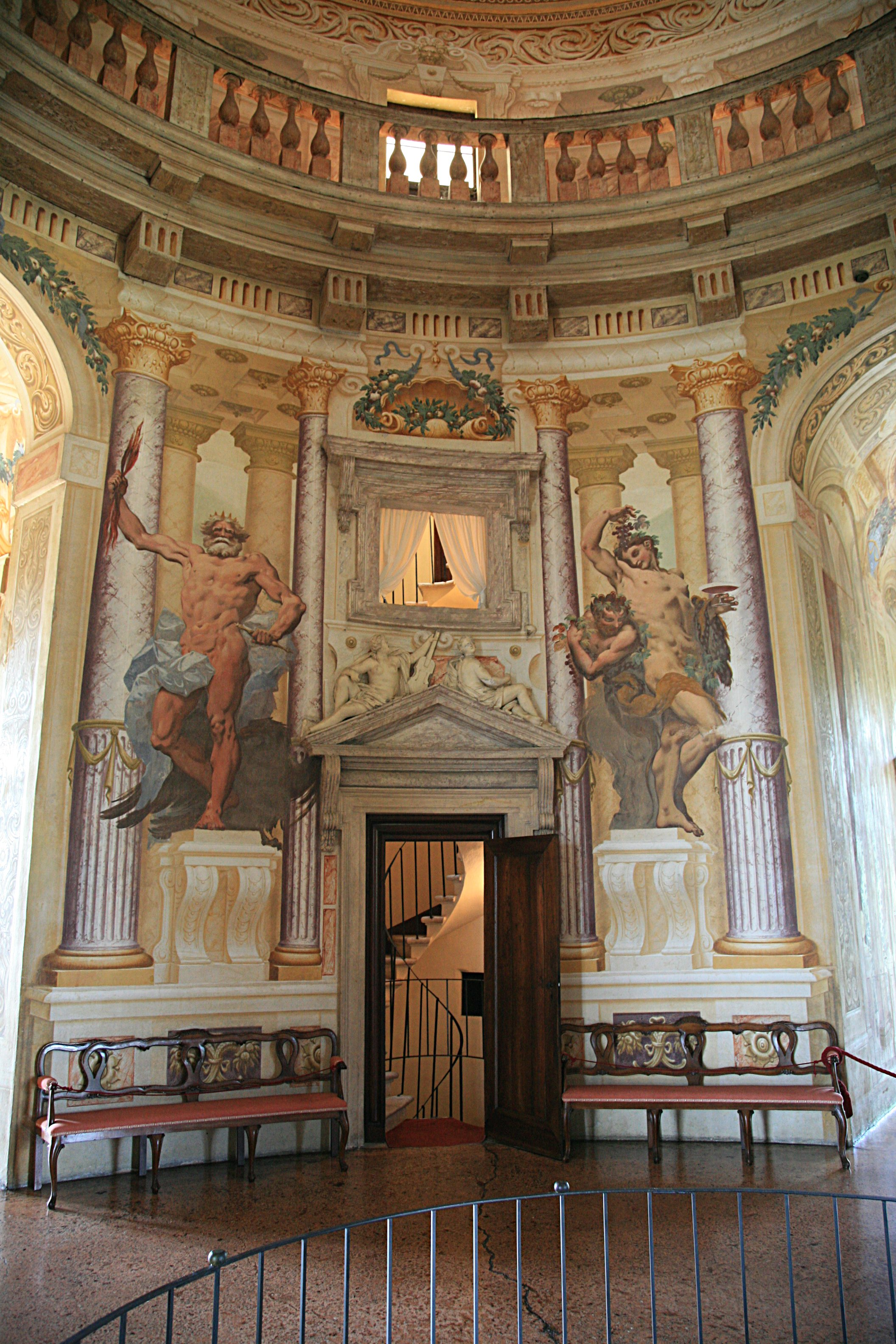
Interior de la Villa Capra, con frescos de Ludovico Dorigny.

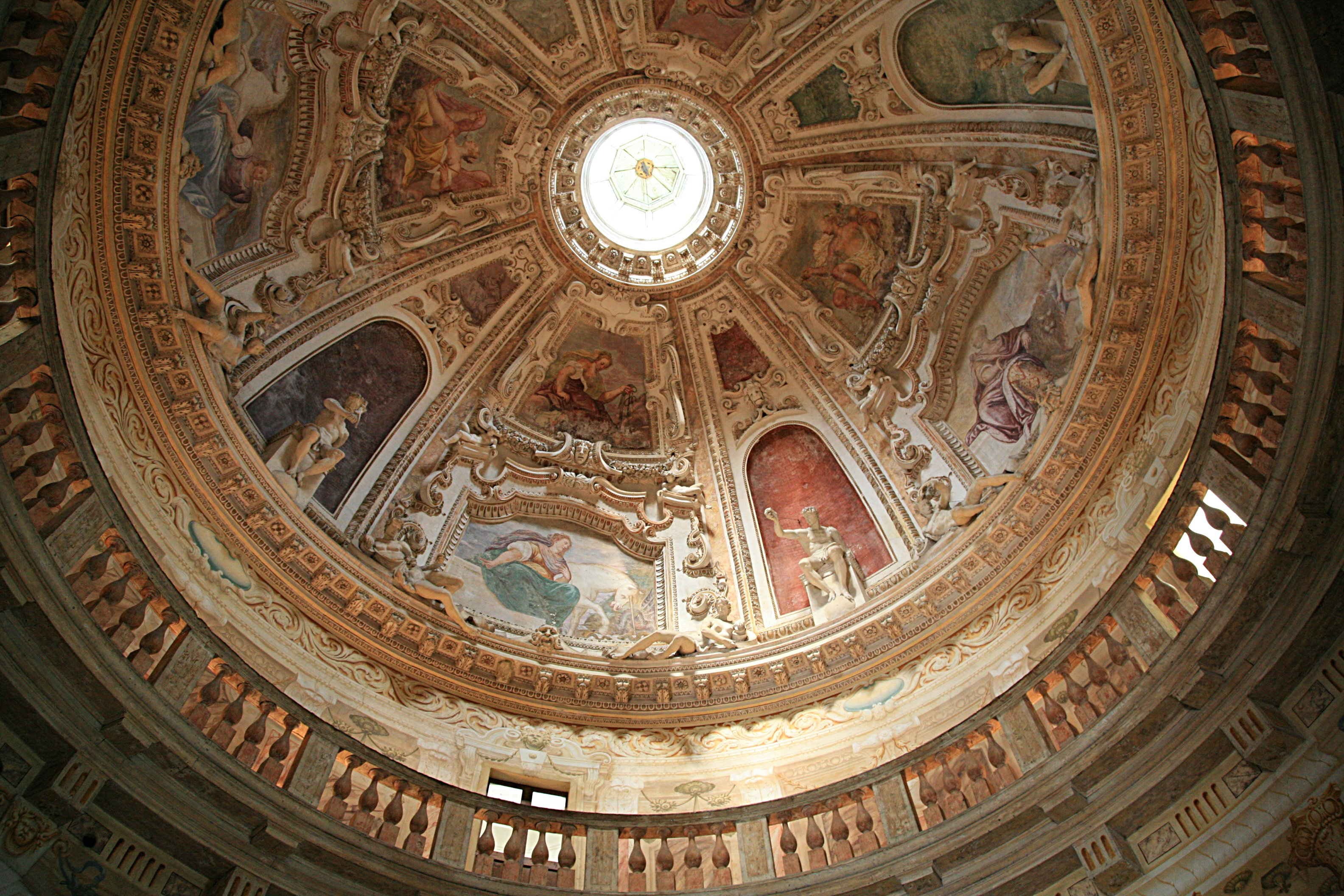
Decoración de la cúpula.

El interior debe de haber sido espléndido, no menos que el exterior. Las esculturas son obra de Lorenzo Rubini y Giambattista Albanese, la decoración plástica y los cielorrasos son de Agostino Rubini, Ottavio Ridolfi, Ruggero Bascapè, Domenico Fontana y posiblemente de Alessandro Vittoria, los frescos fueron pintados por Anselmo Canera, Bernardino India, Alessandro Maganza, y más tarde por el francés  Ludovico Dorigny. La decoración de la villa llevó mucho tiempo, y en algunos casos no se conoce a los artistas y artesanos que trabajaron. 
Entre los cuatro salones del piano nobile, tenemos la sala oeste, con frescos de temas religiosos, y el salón este, que muestra una alegoría sobre la vida del primer propietario, el conde Paolo Almerico, con sus numerosas habilidades y cualidades retratadas en el fresco. 
El lugar más notable del espacio interno es sin duda la sala central circular, dotada de balcones, que se desarrolla en toda la altura hasta la cúpula. El cielorraso semiesférico está decorado con frescos de Alessandro Maganza; aquí encontramos también alegorías ligadas a la vida religiosa y las virtudes que supone, con representaciones de la Bondad, la Templanza y la Castidad. La parte inferior de la sala, en todas las paredes, está decorada con columnatas fingidas en trampantojo y gigantescas figuras de la mitología griega, obras de Ludovico Dorigny. 
Igual que en la arquitectura diseñada por Palladio, pensada para un hombre de iglesia, también la decoración incluye elementos formales destinados a sugerir un sentido de sacralidad, en sintonía con el programa general. La cantidad de frescos genera casi el ambiente de una catedral, no de una residencia campestre. Goethe, quien varias veces visitó la villa, decía que Palladio había adaptado un templo griego para ser habitado.

### Relación con el paisaje

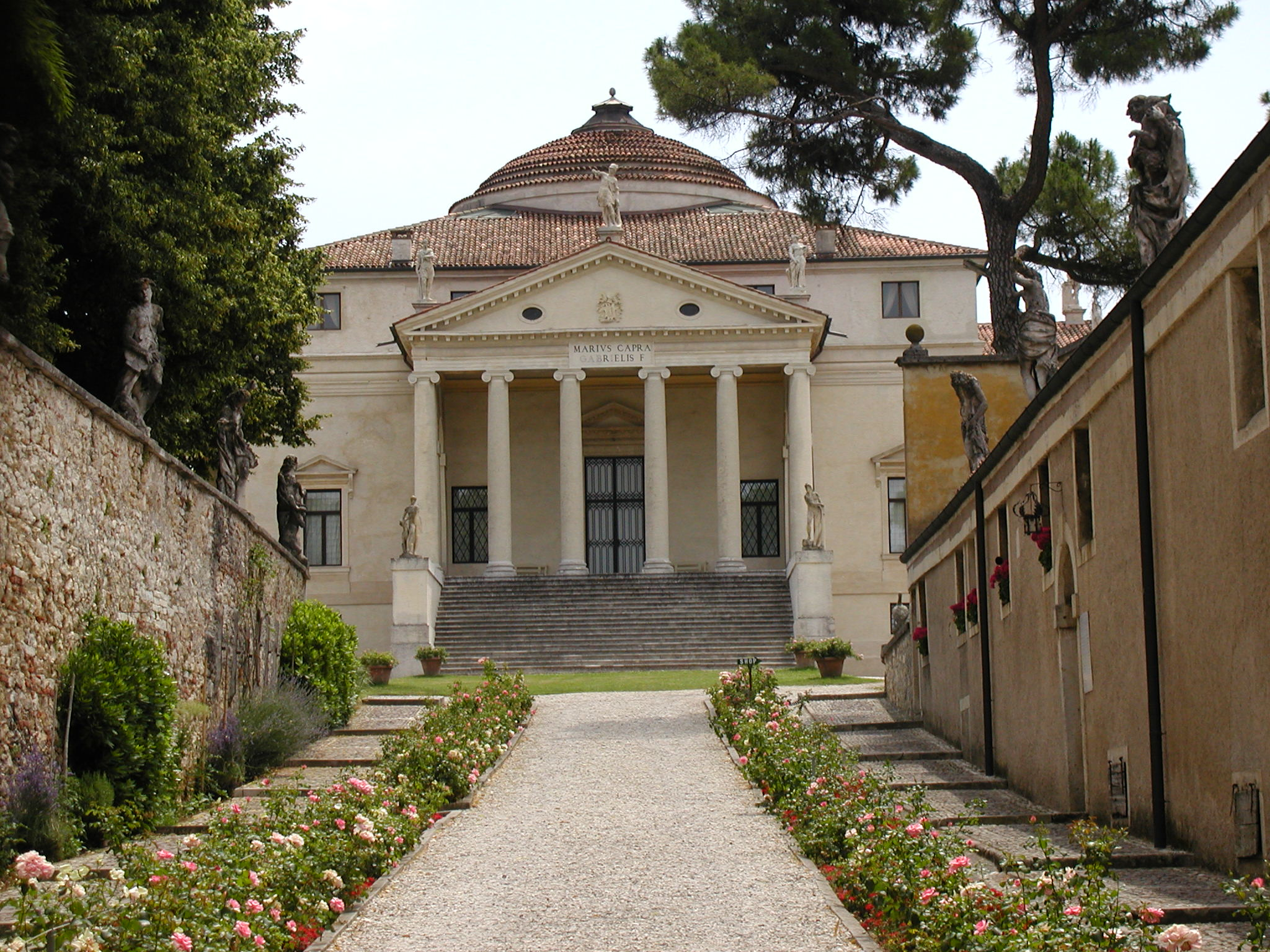
La Rotonda vista desde el camino posterior.

Desde los pórticos es posible gozar de la maravillosa vista del campo circundante, dado que no por azar la villa fue proyectada para estar en perfecta armonía con el paisaje. Esto estaba en abierto contraste con edificios como la Villa Farnese, construida solo 16 años antes. Aunque la Rotonda pueda parecer completamente simétrica, existen desviaciones proyectadas para que cada fachada fuera el complemento del ambiente y la topografía circundante. En consecuencia, existen diferencias en las fachadas, en el tamaño de los escalones, en el muro de contención, etc. De tal modo la simetría de la arquitectura dialoga con la asimetría del paisaje, para crear una composición en apariencia simétrica. El paisaje ofrece una visión panorámica de árboles, prados y bosques, con Vicenza distante en el horizonte.  
La loggia septentrional está inserta en la colina como remate de una calle vehicular que empieza en la entrada principal. Este recorrido es un camino por el medio del bloque de servicio, construido por los hermanos Capra a partir de 1591. Cuando uno se acerca a la villa desde este sector, se recibe la impresión deliberada de estar ascendiendo hacia un templo en la altura. Del mismo modo, en sentido inverso, desde la Villa se visualiza el santuario que corona en la ciudad el Monte Berico, unificando así la villa y la ciudad.

## La villa hoy
El último propietario de la villa fue Mario Valmarana († 13 oct. 2010), un arquitecto y experto en las obras de Palladio, profesor de arquitectura en la universidad de Virginia desde 1973.
La villa fue incluida en 1994 en la lista del Patrimonio de la Humanidad de la Unesco, junto con otros edificios de Vicenza, la "ciudad de Palladio".

## La Rotonda como modelo arquitectónico
La Rotonda ha sido fuente de inspiración para numerosos edificios. Algunos de los ejemplos más importante son: 
- Villa Pisani llamada la Rocca Pisana (Lonigo, Vicenza, 1575-1578), obra de  Vincenzo Scamozzi; lejos de limitarse a imitar al maestro, Scamozzi construye filológicamente una crítica al proyecto de la Rotonda, retornando al modelo del panteón romano.
- Chiswick House (Londres, 1725), obra de  Lord Burlington y William Kent;  uno de los más célebres ejemplos de neopalladianismo británico, creación intensamente ecléctica y personal de Lord Burlington.
- Monticello (Charlottesville, Virginia, 1768-1809), obra de  Thomas Jefferson; la única casa en Estados Unidos declarada Patrimonio de la Humanidad por la Unesco.